# Pieno di vita
Pieno di vita è un singolo del cantautore italiano Jovanotti, pubblicato il 18 settembre 2015 come quarto estratto dal suo tredicesimo album in studio Lorenzo 2015 CC..

## Descrizione
Nona traccia dell'album, Pieno di vita è una delle preferite del cantautore, che l'ha realizzata in un pomeriggio di inizio 2014:
 Lo stesso Jovanotti ha inoltre affermato che il titolo di tale brano era stato pensato anche come possibile titolo dell'album, prima della scelta definitiva di Lorenzo 2015 CC..
Successivamente il cantante ha pubblicato una versione in inglese del brano intitolata Full of Life, cantata da Ashley Rodriguez e impiegata come tema principale del film di Gabriele Muccino L'estate addosso, nonché inclusa nella rispettiva colonna sonora.

## Video musicale
Il video, pubblicato il 1º ottobre 2015, è stato girato tra California e Messico sotto la direzione di Antonio Usbergo e Niccolò Celaia (già direttori del video di Sabato). Parlando del video, Jovanotti ha spiegato:

## Formazione
Hanno partecipato alle registrazioni, secondo le note di copertina di Lorenzo 2015 CC.:
Musicisti
- Lorenzo "Jova" Cherubini – voce
- Saturnino – basso, batteria
- Riccardo Onori – chitarre
- Christian "Noochie" Rigano – tastiere, programmazione, sequencer
- Franco Santarnecchi – pianoforte, tastiere
- Roberto Baldi – tastiere (in fase di pre-produzione)
- Alex Alessandroni Jr. – pianoforte, tastiera, hammond, rhodes
- Money Mark – tastiere, melodica
- Daru Jones – batteria
- Omar Hakim – batteria
- Mark Guiliana – batteria
- Tim Lefebvre – basso
- Tim Pierce – chitarre
- Solomon Sheppard – chitarre
- Tamer Pinarbasi – qanun
- Max ZT – dulcimer
- Gilmar Gomes – percussioni
- Gil Oliveira – percussioni samba
- Ronaldo Andrade – percussioni samba, cavaquinho
- Marco Tamburini – tromba, arrangiamento fiati
- Dario Cecchini – sassofono, flauto
- Roberto Rossi – trombone

Produzione
- Michele Canova Iorfida – produzione, registrazione, missaggio
- Lorenzo "Jova" Cherubini – produzione
- Marco Sorrentino – produzione esecutiva
- Pino "Pinaxa" Pischetola – registrazione, missaggio
- Leo "Fresco" Beccafichi, Roberto Baldi – registrazione, pre-produzione, pre-registrazione
- John Horne, Tibo Javoy – registrazione
- Patrizio "Pat" Simonini – registrazione, missaggio
- Michael H. Brauer – missaggio
- Mark Bengston – assistenza Pro Tools
- Christian "Noochie" Rigano – pre-produzione, pre-registrazione
- Antonio Baglio – mastering

## Classifiche
| Classifica (2015) | Posizione massima |
| ----------------- | ----------------- |
| Italia            | 75                |
| Italia (airplay)  | 1                 |